# شهرستان میدلندز غربی
میدلندز غربی (به انگلیسی: West Midlands) یک شهرستان تشریفاتی و شهری، در ناحیه میدلند غربی می‌باشد. در سال ۲۰۰۹ جمعیت آن ۲٬۶۳۸٬۷۰۰ نفر سرشماری شده‌است. اکثر خاک این شهرستان را که ۹۰۲ کیلومتر مربع می‌باشد، مناطق شهری تشکیل می‌دهد.
این شهرستان در سال ۱۹۷۴ تشکیل شده است